# مفترس علوي

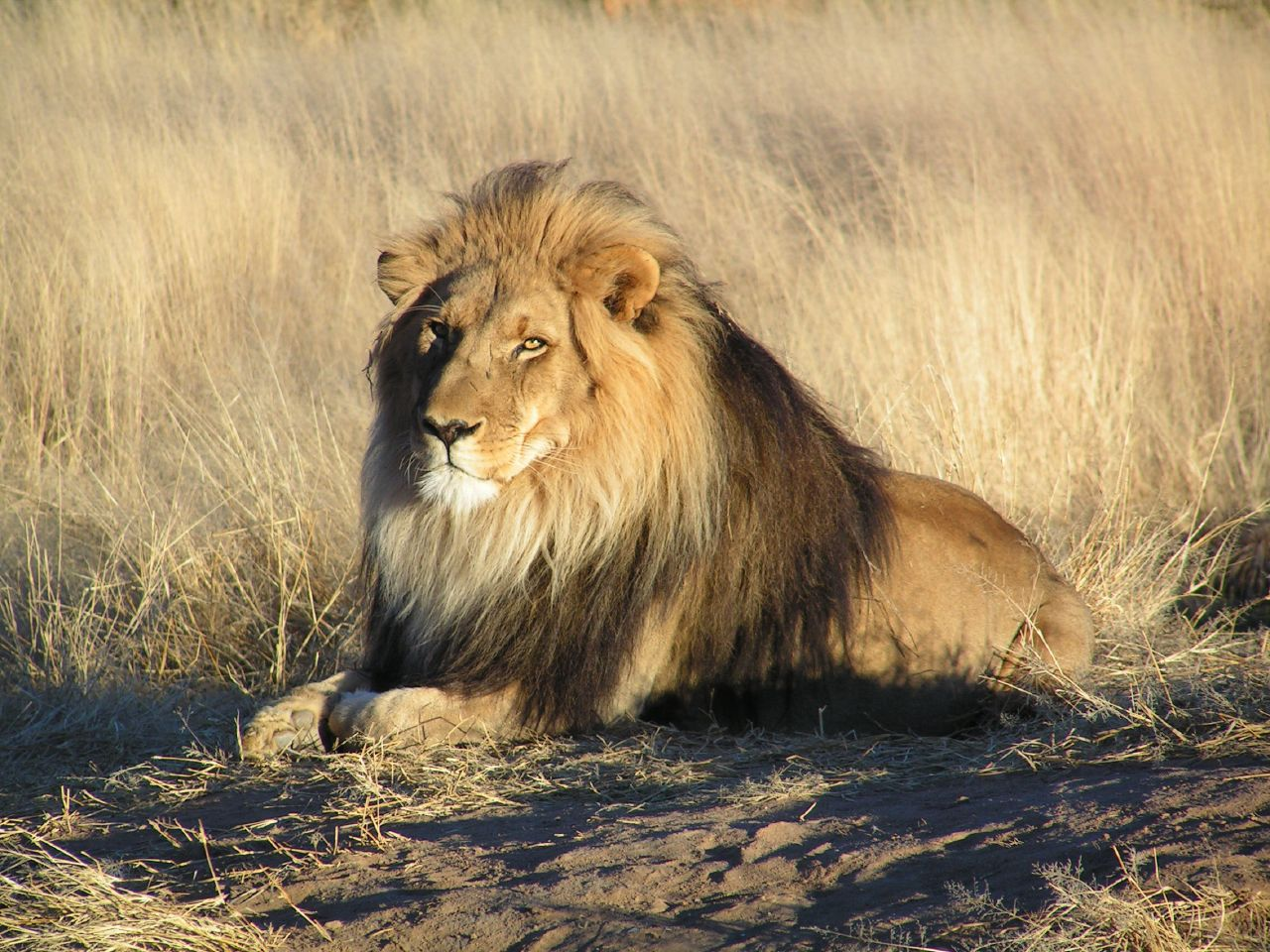
الأسد هو المفترس العلوي البري في أفريقيا.

المفترس العلوي أو المفترس الأعلى أو المفترس ألفا هو حيوان مفترس الذي يكون في أعلى السلسلة الغذائية ولا يوجد له مفترسات طبيعية. وعادة ما يتم تعريف المفترسات العلوية من حيث الديناميات الغذائية مما يعني أنها تحتل أعلى مستويات التغذية. غالبًا ما تكون السلاسل الغذائية أقصر بكثير على اليابسة، وعادةً ما تقتصر على المستوى الغذائي الثالث - على سبيل المثال فأن الذئاب تعتاش في الغالب على العواشب الضخمة. يتم تطبيق مفهوم المفترس العلوي في إدارة الحياة البرية والحفظ والسياحة البيئية.
يلعب المفترس الأعلى دورًا محورياً في العمليات البيئية مثل الشلال الغذائي الذي يُنشط عند تغيّر تعداد أو نشاط هذه المفترسات.

## أنظر أيضاً
- الشلال الغذائي